# Стуцано (Парма)
Стуцано је насеље у Италији у округу Парма, региону Емилија-Ромања.
Према процени из 2011. у насељу је живело 20 становника. Насеље се налази на надморској висини од 463 м.